# جيمس بيز
جيمس بيز (بالإنجليزية: James Pease)‏ هو مغني ومغني أوبرا أمريكي، ولد في 9 يناير 1916، وتوفي في 26 أبريل 1967.

## وصلات خارجية
- جيمس بيز على موقع ميوزك برينز (الإنجليزية)
- جيمس بيز على موقع ديسكوغز (الإنجليزية)